# Tierra Colorada, Yajalón
Tierra Colorada är en ort i Mexiko.   Den ligger i kommunen Yajalón och delstaten Chiapas, i den sydöstra delen av landet, 800 km öster om huvudstaden Mexico City. Tierra Colorada ligger 1 199 meter över havet och antalet invånare är 115.
Terrängen runt Tierra Colorada är varierad. Runt Tierra Colorada är det ganska tätbefolkat, med 56 invånare per kvadratkilometer. Närmaste större samhälle är Yajalón, 2,0 km nordost om Tierra Colorada. I omgivningarna runt Tierra Colorada växer i huvudsak städsegrön lövskog.